# Răng

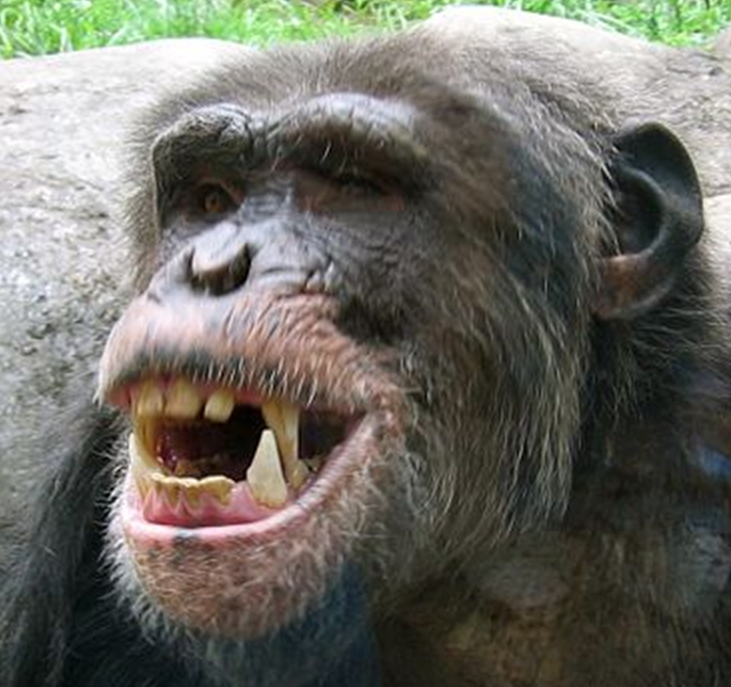
Một con tinh tinh nhe răng

Răng hay nha là cấu trúc cứng, vôi hoá nằm trên hàm của nhiều động vật có dây sống, dùng để nghiền nhỏ thức ăn. Một số động vật, nhất là những loài ăn thịt, còn dùng răng để làm bị thương con mồi hay tự vệ. Nướu phủ quanh chân răng. Răng không làm từ xương, mà từ những lớp mô có nhiều độ đặc, cứng khác nhau.
Cấu trúc răng tổng thể ở mọi động vật có dây sống nói chung là tương tự nhau, dù vẫn có sự đa dạng nhất định về hình dáng và vị trí răng. Răng động vật có vú, một số loài cá, và cá sấu, có chân cắm sâu. Ngược lại, ở hầu hết cá xương thật, răng gắn vào bề mặt ngoài của xương. Ở cá sụn, chẳng hạn cá mập, nhờ dây chằng, răng gắn vào vành sụn tạo nên hàm.
Một số động vật chỉ có một bộ răng, trong khi số khác có nhiều bộ. Cá mập mọc răng mới mỗi hai tuần để thay thế răng đã mòn. Răng cửa của các loài gặm nhấm mọc dài và được mài mòn liên tục, giúp giữ ổn định một độ dài. Nhiều gặm nhấm (như chuột đồng, chuột lang) và cả thỏ có răng cửa lẫn răng hàm mọc dài liên tục.